# Hồi đáp 1988
Lời hồi đáp 1988 (Hangul: 응답 하라 1988; RR: Eungdabhara 1988) là một bộ phim truyền hình Hàn Quốc được sản xuất năm 2015. Với sự tham gia của Lee Hye-ri, Park Bo-gum, Ryu Jun-yeol, Go Kyung-pyo, và Lee Dong-hwi. Đây là một bộ phim tình cảm gia đình hết sức ấm lòng lấy bối cảnh năm 1988, nói về năm gia đình sống trong cùng một khu phố ở Ssangmun-dong, quận Dobong, Bắc Seoul, Hàn Quốc.. Theo đạo diễn Shin Won-ho, chủ đề "Người chồng bí mật" vẫn luôn được thêm vào, giống như 2 phần tiền nhiệm trước của nó là Hồi đáp 1997 và Hồi đáp 1994.. Ba gia đình sống dưới một mái nhà, chạy xuyên suốt từ năm 1986 đến năm 1994 trên đài tvN, lấy cảm hứng từ những bộ phim truyền hình.
Bộ phim từng giữ kỉ lục rating đài cáp với 18,8% ở tập cuối, trước khi bị Sky Castle (2018-2019) và Hạ cánh nơi anh (2019-2020) vượt qua.

## Diễn viên

### Diễn viên chính
- Lee Hye-ri vai Sung Duk-sun/Sung Soo-yeon. Là con thứ trong một gia đình 3 anh chị em. Cô là một cô gái có tính cách tươi sáng nhưng không giỏi trong việc học. Là cô gái duy nhất trong nhóm 5 người cùng với 4 cậu bạn hàng xóm.
- Ryu Jun-yeol vai Kim Jung-hwan. Là một chàng trai với vẻ ngoài lạnh lùng, hay cằn nhằn nhưng có nội tâm ấm áp. Jung-hwan yêu bóng đá và là một trong những học sinh đứng đầu trường. Cậu luôn nuôi dưỡng một tình yêu thầm kín với Duk-sun.
- Park Bo-gum vai Choi Taek. Một kỳ thủ cờ vây thiên tài nhưng trong cuộc sống cậu là một người trầm tĩnh và thường gặp khó khăn khi làm những công việc đơn giản. Cùng với Jung-hwan, cậu luôn thầm thích cô bạn thân Duk-sun.
- Go Kyung-pyo vai Sung Sun-woo. Cậu là một chàng trai học giỏi, tốt bụng, luôn quan tâm và là chỗ dựa đáng tin cậy cho gia đình mình.
- Lee Dong-hwi vai Ryu Dong-ryung. Là người pha trò của nhóm. Tinh nghịch và quậy phá, nhưng hiểu biết về cuộc sống và về các cô gái của cậu chàng luôn nhiều hơn những bạn cùng nhóm.

### Diễn viên phụ
Gia đình Duk-sun
- Sung Dong-il vai Sung Dong Il. Bố của Duk-sun, một nhân viên ngân hàng lâu năm.
- Lee Il-hwa vai Lee Il-hwa. Mẹ của Duk-sun, bạn thân thiết của mẹ Jung-hwan và mẹ Sun Woo.
- Ryu Hye-young vai Sung Bo-ra. Chị gái của Duk-sun. Là cô gái có một trái tim ấm áp bên trong vẻ ngoài ngang ngược, nóng tính. Cô hoạt động trong phong trào biểu tình của sinh viên và hiện là sinh viên năm hai đại học Seoul.
- Choi Sung-won vai Sung No-eul. Em trai của Duk-sun. Cậu là con út trong gia đình với vẻ ngoài già hơn rất nhiều so với tuổi thật, song rất khờ khạo và ngoan ngoãn.

Gia đình Jung-hwan
- Kim Sung-kyun vai Kim Sung-kyun. Bố của Jung-hwan.
- Ra Mi-ran vai Ra Mi-ran. Mẹ của Jung-hwan
- Ahn Jae-hong vai Kim Jung-bong. Anh trai của Jung-hwan.

Hàng xóm
- Kim Sun-young vai Kim Sun-young. Mẹ của Sun Woo.
- Kim Seol vai Jin Joo. Em gái Sun Woo.
- Choi Moo-sung vai Choi Moo-sung. Bố của Taek
- Yoo Jae-myung vai Ryu Jae-myung. Bố của Dong-ryung.

Diễn viên khác
- Lee Min-ji vai Jang Mi Ok. Bạn của Duk-sun.
- Lee Se-young vai Wang Ja Hyun. Bạn của Duk-sun.
- Kim Tae-soo vai anh trai của mẹ Sun Woo.
- Lee Mi Yeon vai Sung Duk-sun năm 2015.
- Kim Joo-hyuk vai Choi Taek năm 2015
- Jeon Mi-seon vai Sung Bo-ra năm 2015.
- Woo Hyun vai Sung No-eul năm 2015.

### Khách mời
- Kim Young-ok vai bà Duk-sun (tập 2)
- Jung Won-joong vai anh trai của Dong Il (tập 2)
- Kim Su-ro vai chủ cửa hàng thức ăn nhanh (tập 3)
- Lee Moon Se vai DJ radio (tập 6)
- Park Ji Yoon vai người phỏng vấn truyền hình (tập 7)
- Park Jung Min vai bạn trai của Bo-ra (tập 8)
- Kim Tae Hoon vai bác sĩ phẫu thuật tim (tập 8)
- Lee Soo Kyung vai bạn gái của No-eul (tập 8)
- Jung Yoo Min vai bạn Bo-ra (tập 8)
- Jung Hae In vai Ho Young (Hạo Anh), bạn trung học của Duk-sun (tập 13)
- Shin Young Jin vai mẹ của lớp trưởng lớp Duk-sun (tập 14)
- Jung Woo vai Trash (tập 18, Reply 1994)
- Go Ara vai Sung Na Jung (tập 18, Reply 1994)

## Soundtrack
Giống như các phần tiền nhiệm trước, nhạc phim Reply 1988 cũng bao gồm các bản làm lại của các bài hát cũ.

### OST Part 1
| STT              | Nhan đề                                         | Phổ lời          | Phổ nhạc         | Trình Bày        | Thời lượng |
| ---------------- | ----------------------------------------------- | ---------------- | ---------------- | ---------------- | ---------- |
| 1.               | "Youth (청춘) (Rock Ver.)" (Kim Feel)           | Kim Chang-wan    | Kim Chang-wan    | Sanulrim         | 4:27       |
| 2.               | "Youth (청춘) (feat. Kim Chang-wan)" (Kim Feel) | Kim Chang-wan    | Kim Chang-wan    | Sanulrim         | 3:40       |
| Tổng thời lượng: | Tổng thời lượng:                                | Tổng thời lượng: | Tổng thời lượng: | Tổng thời lượng: | 8:06       |

### OST Part 2
| STT | Nhan đề                                         | Phổ lời      | Phổ nhạc     | Trình Bày    | Thời lượng |
| --- | ----------------------------------------------- | ------------ | ------------ | ------------ | ---------- |
| 1.  | "Don't Worry Dear (걱정말아요 그대)" (Lee Juck) | Jeon In-gwon | Jeon In-gwon | Jeon In-gwon | 3:51       |

### OST Part 3
| STT | Nhan đề                          | Phổ lời        | Phổ nhạc       | Trình Bày    | Thời lượng |
| --- | -------------------------------- | -------------- | -------------- | ------------ | ---------- |
| 1.  | "A Little Girl (소녀)" (Oh Hyuk) | Lee Young-hoon | Lee Young-hoon | Lee Moon-sae | 3:33       |

### OST Part 4
| STT | Nhan đề                                                               | Phổ lời      | Phổ nhạc     | Trình Bày | Thời lượng |
| --- | --------------------------------------------------------------------- | ------------ | ------------ | --------- | ---------- |
| 1.  | "Hyehwa-dong (or Ssangmun-dong) (혜화동 (혹은 쌍문동))" (Park Bo-ram) | Kim Chang-ki | Kim Chang-ki | Zoo       | 4:22       |

### OST Part 5
| STT | Nhan đề                                                                     | Phổ lời     | Phổ nhạc    | Trình Bày    | Thời lượng |
| --- | --------------------------------------------------------------------------- | ----------- | ----------- | ------------ | ---------- |
| 1.  | "All I Have to Give You is Love (네게 줄 수 있는건 오직 사랑뿐)" (December) | Ji Geun-sik | Ji Geun-sik | Byun Jin Sub | 3:31       |

### OST Part 6
| STT | Nhan đề                                 | Phổ lời    | Phổ nhạc  | Trình Bày  | Thời lượng |
| --- | --------------------------------------- | ---------- | --------- | ---------- | ---------- |
| 1.  | "Violet Fragrance (보라빛향기)" (Wable) | Kang Susie | Yoon Sang | Kang Susie | 3:44       |

### OST Part 7
| STT | Nhan đề                  | Phổ lời       | Phổ nhạc        | Trình Bày       | Thời lượng |
| --- | ------------------------ | ------------- | --------------- | --------------- | ---------- |
| 1.  | "Together (함께)" (Noel) | Do Yoon-kyung | Park Kwang-hyun | Park Kwang-hyun | 4:33       |

### OST Part 8
| STT | Nhan đề                                                | Phổ lời       | Phổ nhạc      | Trình Bày  | Thời lượng |
| --- | ------------------------------------------------------ | ------------- | ------------- | ---------- | ---------- |
| 1.  | "Everyday With You (매일 그대와)" (Sojin (Girl's Day)) | Choi Sung-won | Choi Sung-won | Deulgukhwa | 3:16       |

### OST Part 9
| STT | Nhan đề                                  | Phổ lời        | Phổ nhạc     | Trình Bày   | Thời lượng |
| --- | ---------------------------------------- | -------------- | ------------ | ----------- | ---------- |
| 1.  | "As Time Goes By (세월이 가면)" (Kihyun) | Choi Myung-sub | Choi Gwi-sub | Choi Ho-sub | 3:49       |

### OST Part 10
| STT | Nhan đề                                                     | Phổ lời      | Phổ nhạc     | Trình Bày   | Thời lượng |
| --- | ----------------------------------------------------------- | ------------ | ------------ | ----------- | ---------- |
| 1.  | "Let's Forget It (이젠 잊기로 해요)" (Yeo-eun (Melody Day)) | Lee Jang-hee | Lee Jang-hee | Kim Wan-sun | 3:58       |

## Tỉ suất người xem
| Tập # | Ngày phát sóng       | Tên tập phim                                                                         | Tỉ suất khán giả trung bình | Tỉ suất khán giả trung bình |
| Tập # | Ngày phát sóng       | Tên tập phim                                                                         | AGB Ratings                 | TNmS Ratings                |
| ----- | -------------------- | ------------------------------------------------------------------------------------ | --------------------------- | --------------------------- |
| 1     | 6 tháng 11 năm 2015  | "Tay nắm tay" (tiếng Hàn Quốc: 손에 손잡고)                                          | 6.1%                        | 6.5%                        |
| 2     | 7 tháng 11 năm 2015  | "Một sự hiểu lầm của bạn về tôi" (tiếng Hàn Quốc: 당신이 나에 대해 착각하는 한 가지) | 6.8%                        | 6.7%                        |
| 3     | 13 tháng 11 năm 2015 | "Có tiền vô tội, không có tiền có tội" (tiếng Hàn Quốc: 유전무죄 무전유죄)           | 7.8%                        | 8.6%                        |
| 4     | 14 tháng 11 năm 2015 | "Can't help ~ing"                                                                    | 8.3%                        | 8.0%                        |
| 5     | 20 tháng 11 năm 2015 | "Chuẩn bị sang đông" (tiếng Hàn Quốc: 월동준비)                                      | 10.1%                       | 9.6%                        |
| 6     | 21 tháng 11 năm 2015 | "Tuyết đầu mùa đến rồi!" (tiếng Hàn Quốc: 첫 눈이 온다구요)                          | 9.3%                        | 8.8%                        |
| 7     | 27 tháng 11 năm 2015 | "Gửi tới bạn" (tiếng Hàn Quốc: 그대에게)                                             | 11.0%                       | 10.2%                       |
| 8     | 28 tháng 11 năm 2015 | "Một lời nói ấm áp" (tiếng Hàn Quốc: 따뜻한 말 한마디)                               | 11.3%                       | 10.7%                       |
| 9     | 4 tháng 12 năm 2015  | "Cái gọi là vượt giới hạn" (tiếng Hàn Quốc: 선을 넘는다는 것)                        | 11.6%                       | 10.2%                       |
| 10    | 5 tháng 12 năm 2015  | "Ký ức"                                                                              | 13.4%                       | 12.5%                       |
| 11    | 11 tháng 12 năm 2015 | "Ba lời tiên đoán" (tiếng Hàn Quốc: 세 가지 예언)                                    | 12.2%                       | 12.3%                       |
| 12    | 12 tháng 12 năm 2015 | "Cái gọi là yêu một người" (tiếng Hàn Quốc: 누군가를 사랑한다는 것은)                | 13.1%                       | 11.8%                       |
| 13    | 18 tháng 12 năm 2015 | "Siêu nhân quay về rồi" (tiếng Hàn Quốc: 슈퍼맨이 돌아왔다)                          | 12.9%                       | 12.2%                       |
| 14    | 19 tháng 12 năm 2015 | "Bạn thân mến, đừng lo lắng" (tiếng Hàn Quốc: 걱정 말아요 그대)                      | 15.1%                       | 13.2%                       |
| 15    | 25 tháng 12 năm 2015 | "Giữa tình bạn và tình yêu" (tiếng Hàn Quốc: 사랑과 우정 사이)                       | 15.2%                       | 13.6%                       |
| 16    | 26 tháng 12 năm 2015 | "Cuộc đời đúng là rắc rối - 1" (tiếng Hàn Quốc: 인생이란 아이러니 - 1)               | 15.4%                       | 12.6%                       |
| 17    | 8 tháng 1 năm 2016   | "Cuộc đời đúng là rắc rối - 2" (tiếng Hàn Quốc: 인생이란 아이러니 - 2)               | 15.5%                       | 15.5%                       |
| 18    | 9 tháng 1 năm 2016   | "Tạm biệt mối tình đầu" (tiếng Hàn Quốc: 굿바이 첫사랑)                              | 17.2%                       | 16.2%                       |
| 19    | 15 tháng 1 năm 2016  | "Bạn đã làm rất tốt" (tiếng Hàn Quốc: 당신은 최선을 다했다)                          | 17.6%                       | 17.9%                       |
| 20    | 16 tháng 1 năm 2016  | "Tạm biệt, tuổi trẻ, tạm biệt, Ssangmun-dong"                                        | 18.8%                       | 18.4%                       |

Note: This drama airs on a cable channel/pay TV which normally has a relatively smaller audience compared to free-to-air TV/public broadcasters (KBS, SBS, MBC & EBS).

## Phát sóng quốc tế
- Thái Lan: ช่องวัน (One31)
- Việt Nam: VTV2 NTV

## Giải thưởng và đề cử
| Năm  | Giải thưởng                     | Thể loại                                             | Đề cử         | Kết quả   |
| ---- | ------------------------------- | ---------------------------------------------------- | ------------- | --------- |
| 2016 | Baeksang Arts Awards lần thứ 52 | Nam diễn viên mới xuất sắc nhất Hạng mục Truyền hình | Ryu Jun-yeol  | Đoạt giải |
| 2016 | Baeksang Arts Awards lần thứ 52 | Đạo diễn xuất sắc Hạng mục Truyền hình               | Shin won-ho   | Đoạt giải |
| 2016 | tvN10 AWARDS 2016               | Asia Award                                           | Park Bo gum   | Đoạt giải |
| 2016 | tvN10 AWARDS 2016               | Scene Stealer (Actor)                                | Kim Sung Gyun | Đoạt giải |
| 2016 | tvN10 AWARDS 2016               | Scene Stealer (Actress)                              | Ra Mi Ran     | Đoạt giải |
| 2016 | tvN10 AWARDS 2016               | Grand Prize (TV Program)                             | Reply 1988    | Đoạt giải |
| 2016 | tvN10 AWARDS 2016               | Special Acting Award                                 | Sung Dong Il  | Đoạt giải |
| 2016 | tvN10 AWARDS 2016               | Rising Star (Actor)                                  | Ryu Jun Yeol  | Đoạt giải |
| 2016 | tvN10 AWARDS 2016               | Rising Actress                                       | Hyeri         | Đoạt giải |